# Eurazhdarcho
L'eurazdarco (Eurazhdarcho langendorfensis)  è un rettile volante preistorico, appartenente alla famiglia dei pterosauri. Visse alla fine del Cretaceo superiore (Maastrichtiano, circa 65 milioni di anni fa) e i suoi resti sono stati ritrovati in Romania.

## Descrizione
Questo pterosauro aveva dimensioni enormi, ma si conosce poco: da un solo resto fossile rinvenuto (articolazione particolare). Confrontandolo con lo scheletro di un altro pterosauro è stato possibile ipotizzare l'aspetto dell'animale. La sola articolazione parziale, probabilmente, raggiungeva i 3 metri. Il resto ritrovato è molto parziale e include parte del cranio, ma è sufficiente per una ricostruzione dell'animale. Il cranio sembra essere stato insolitamente robusto e largo nella parte posteriore, ma la struttura interna delle ossa presentava caratteristiche uniche. Vi era infatti una densa rete di bastoncelli ossei che racchiudevano piccoli alveoli, vagamente simile alla struttura del polistirolo espanso. In questo modo era garantita sia una notevole forza che una grande leggerezza per l'immensa testa dell'animale, che altrimenti sarebbe stata troppo pesante per permettere allo pterosauro di volare.

## Classificazione
L'eurazdarco era uno pterosauro gigantesco, e apparteneva senza dubbio al sottordine degli pterodattiloidi, come l'Hatzegopteryx, che raggruppa tutti gli pterosauri più evoluti. L'articolazione della mascella assomiglia a quella del ben noto Pteranodon, ma non possedeva una notevole cresta deltopettorale pressoché identica a quella del Quetzalcoatlus, e indica che questo animale apparteneva alla famiglia degli azdarchidi (Azhdarchidae), i giganti dei cieli del Cretaceo.

## Nella cultura di massa
L'eurazdarco è apparso per la prima volta nel documentario della BBC Planet Dinosaur dove vediamo un gruppo di questo animale che insieme ad un gruppo di Hatzegopteryx nell'ultimo episodio uccidono dei giovani Magyarosaurus.